# Monte Catalina

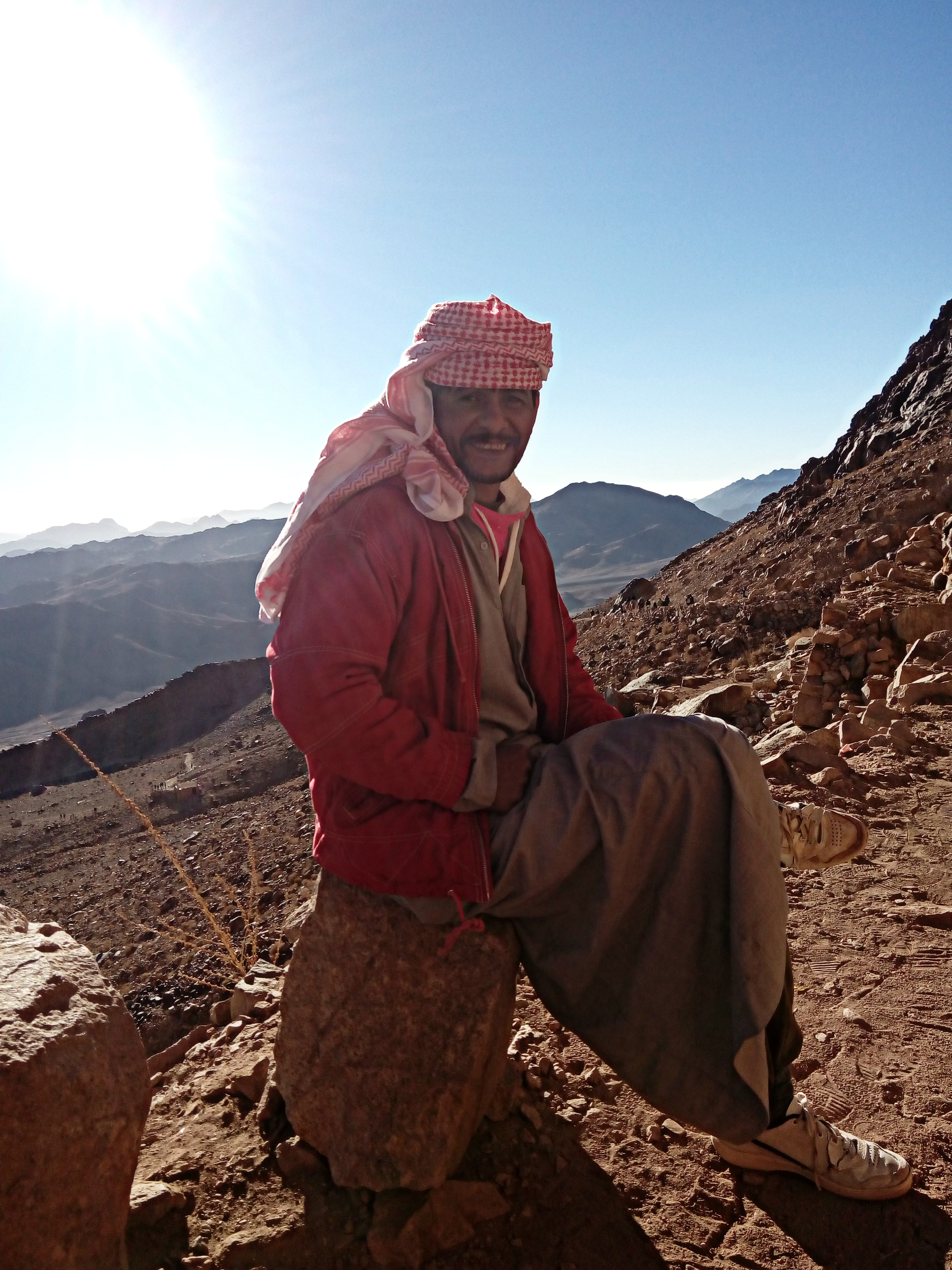
Nómada en Monte Catalina.

El monte Catalina o Catherine (en árabe: جبل كاثرين), también conocido como Gebel Katherina, es la montaña más alta de Egipto así como de la península del Sinaí. El monte Catalina está situado junto a la ciudad de Santa Catalina, en las provincias del sur de la península del Sinaí y cerca del propio monte Sinaí.